# Province du Khorassan méridional
Le Khorassan méridional ou Khorassan-e Djonoubi (persan : خراسان جنوبی / Xorâsân-e Jonubi) est une des 31 provinces d'Iran, située dans l'est du pays. Birdjand en est la capitale. 
Les autres départements sont Ferdows, Qaen, Sarayan, Nahbandan et Sarbisheh.
Le Khorassan méridional est une des 3 provinces créées après la division du Khorassan en 2004.

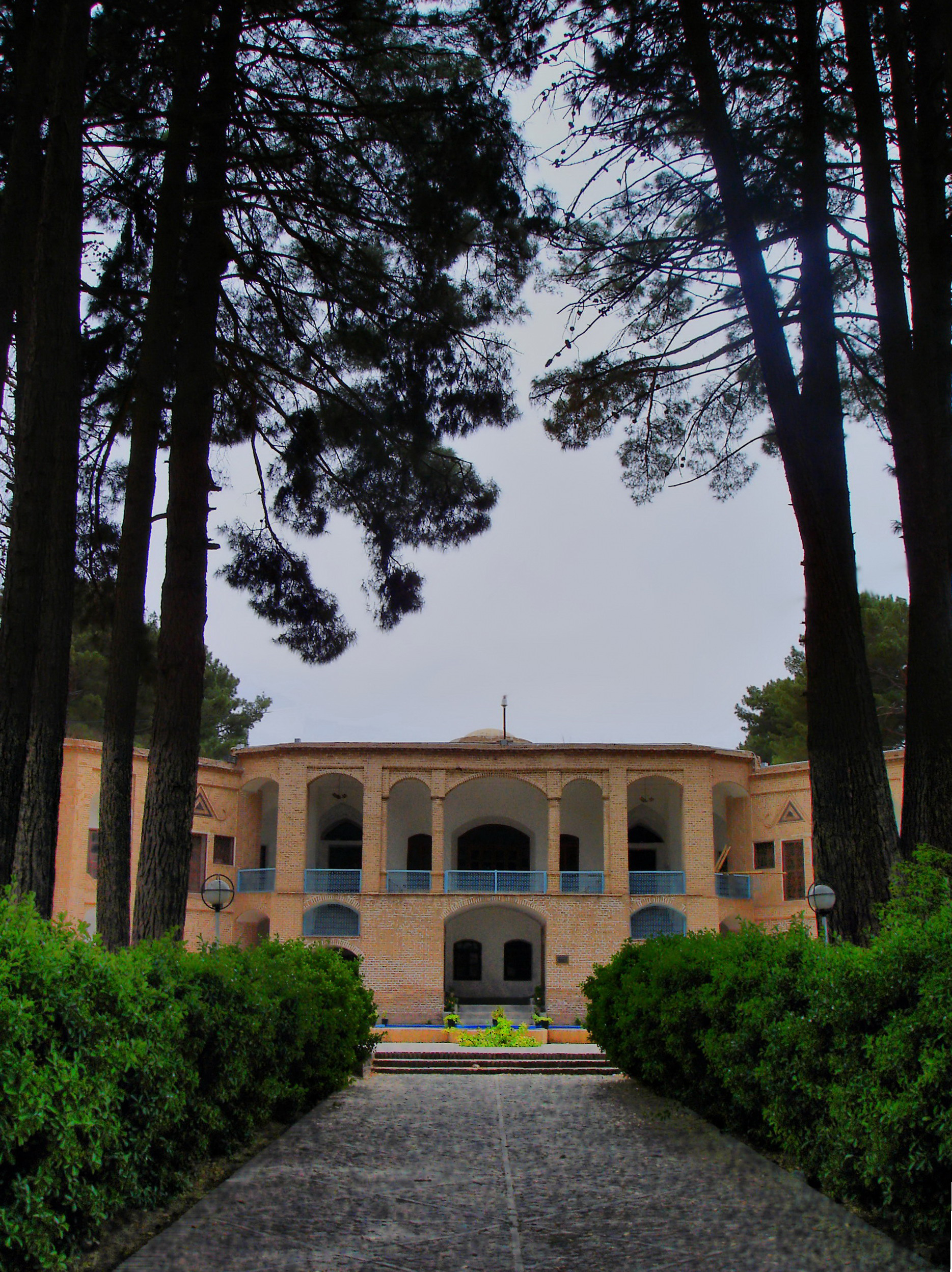
Jardin de Dowlatabad

## Histoire
Le Khorassan a vécu l’ascension et la chute de nombreuses dynasties et gouvernements sur son territoire au cours de l’histoire. De nombreuses tribus Arabes, Turques, Mongoles, Turkmènes et Afghanes ont amené des changements dans la région chacune en leur temps.
Les anciens géographes d’Iran ("Iran-Shahr") divisèrent le pays en 8 segments, parmi lesquels le plus florissant et le plus grand était le territoire du Khorassan. Esfarayen, parmi d’autres villes du pays, était un des points de résidence centraux pour les tribus aryennes après son entrée en Iran.
Le fameux Empire parthe était basé à Merv, Khorassan pendant de nombreuses années. Aux temps des Parthes arsacides, Esfarayen était un des villages les plus importants du Neyshapour.
Durant la dynastie sassanide, la province était gouvernée par un Espahbod (Lieutenant Général) appelé "Padgoosban" et par 4 margraves, chacun commandant une des 4 parties de la province.
Le Khorassan était divisé en 4 parties lors de la conquête islamique de l'Iran et chaque partie était nommée d’après les 4 grandes cités, Neyshabour, Merv, Hérat, et Balkh.
En l’an 651, l’armée des Arabes musulmans envahit le Khorassan. Le territoire est resté dans les mains du clan abbasside jusqu’en 820, suivi par le règne du clan iranien Taheride jusqu’en 896 puis de la dynastie Samanide jusqu’en 900. 
Sultan Mohmud Qaznavi (Mahmûd de Ghaznî) a conquis le Khorassan en 994 et en l’an 1037 Toghrul-Beg, le premier des Seldjoukides a conquis Neyshabour.  
Mahmud Qaznavi a résisté contre les envahisseurs plusieurs fois, et finalement, les Turcs Ghaznavides ont été battus par Sultan Sanjar. Mais l’histoire des conquêtes n’était pas finie, puisqu’en 1157, le Khorassan a été conquis par les Khwarazmides et  à cause d’attaques menées simultanément par les mongols, le Khorassan a été annexé aux territoires de l’Ilkhanat Mongol.
Au XIVe siècle, le mouvement Sardebaran a déclaré l’indépendance du Khorassan à Sabzevar et, vers 1360, le Khorassan est tombé entre les mains de  Amir Teimoor Goorkani (Tamerlan). La ville de Hérat est devenu la capitale de son fils Chahrokh (r. 1407-1447) puis de son descendant Husayn Bayqara (r. 1469-1506), le mécène du grand peintre minaturiste Behzad. 
En 1507, le Khorassan a été occupé par des tribus ouzbèkes. Après la mort de Nader Chah Afchar en 1747, le Khorassan a été occupé par les Afghans. 
Durant la période qadjare, la Grande-Bretagne a soutenu les Afghans afin de protéger la Compagnie des Indes orientales. Hérat a donc été séparée de la Perse et Nassereddine Chah a été incapable de battre les britanniques afin de reprendre Hérat. Finalement, le traité de Paris a été conclu en 1903, et l’Iran s’est vu interdire de faire valoir ses droits vis-à-vis des britanniques sur Hérat et les autres territoires de ce qui est aujourd’hui l’Afghanistan.
Finalement, le Khorassan a été divisé en deux parties : la partie orientale, qui était la région la plus densément peuplée et qui est tombée sous protection britannique, et la partie occidentale, qui est restée sous occupation de l’Iran.
Le Khorassan était la plus grande province d’Iran jusqu’à ce qu’elle soit divisée en trois provinces le 29 septembre 2004. Les provinces créées avec l’approbation du parlement d’Iran (le 18 mai 2004) et par le Conseil des Gardiens (le 29 mai 2004 étaient le Khorassan-e Razavi, le Khorassan septentrional et le Khorassan méridional.

## Khorassan méridional aujourd'hui

Carte des préfectures du Khorassan méridional.

Les groupes ethniques majoritaires dans la région sont les Persans, les turcs khorasani, les turkmènes, les kurdes et les arabes. Il y a aussi une communauté afghance substantielle due à l'afflux de réfugiés venant d'Afghanistan depuis quelques années.
Le Khorassan est connu pour ses tapis, mais surtout pour son Safran qui est produit en majorité dans les villes du sud de la province.

### Attractions
Le Khorassan du sud a de nombreux sites historiques et attractions naturelles, mais aussi de nombreux monuments religieux et lieux de pèlerinage.
L'organisation de l'héritage culturel de l'Iran répertorie 1179 sites d'importance historique et culturel dans les 3 provinces du Khorassan.
Dans le passé, Birdjand faisait partie d'une région appelée "Ghahestan" et a eu un rôle important après l'arrivée de l'islam.
D'une part, la région a été un lieu de refuge pour des mouvements comme les Ismaéliens et était le but de réfugiés arabes qui voulaient échapper à la tyrannie du califat Abbasside. D'autre part, des vestiges Zoroastriens existent dans la région.
Voici quelques exemples d'attraction populaires dans le Khorassan du sud:
- source chaude de Ferdows
- Citadelle de Nehbandan
- Citadelle de Furg
- Résidence Kolah Farangi à Birdjand
- Ghal'eh Paeen-Shahr
- Mosquée Chahr Derakht
- Jardins d'Amir Abad
- Jardins de Behgard
- Jardins de Akbariyeh
- Grotte de Chenshat,
- Mosquée du vendredi de Birdjand
- Imamzadeh Mosa,
- Palace Alam
- Grottes deragon à Sarayan
- Château ghaleh ghala à Sarayan

et plus de 260 autres sites et monuments historiques.

### Universités
- 1. Université de Birdjand
  2. Université Islamique libre de Birdjand
  3. Université des sciences médicales de Birdjand